# Karel Sladkovský
Karel Sladkovský, född 22 juni 1823 i Prag, död där 4 mars 1880, var en tjeckisk politiker.
Sladkovský promoverades 1866 till juris doktor i Wien, uppträdde 1848 i Prag mot Alfred I zu Windisch-Graetz, blev ledare för det demokratiska radikala partiet och organiserade den politiska föreningen Slovenská lipa. Inblandad i 1849 års revolutionära rörelser (Michail Bakunins propaganda), dömdes han till döden 1850, men benådades med 20 års fängelse i Olomouc, varifrån han befriades genom amnestin 1857.
År 1860 blev Sladkovský medlem av "Národní listys" redaktion och invaldes 1862 i böhmiska lantdagen, 1867 i österrikiska riksrådet. När det ungtjeckiska partiet konstituerades den 27 december 1874, blev han ordförande i dess förtroenderåd. Han var en utmärkt talare, en varm anhängare av federalismen och en sedlig karaktär av stor betydelse för Böhmens kulturella utveckling.